# Clasificación para el Campeonato Mundial de Voleibol Femenino de 1998
El Campeonato Mundial de Voleibol Femenino de 1998 con sede en Japón repartió los 15 cupos disponibles (Japón se clasificó automáticamente) entre las 5 conferencias de Voleibol. El reparto se hizo así: 1 cupo para África, 3 cupos para Asia, 6 cupos para Europa, 3 cupos para NORCECA (Norteamérica, Centroamérica y el Caribe) y 2 cupos para Sudamérica.

## África

### Grupo A
La sede fue Nairobi, Kenia del 27 de febrero al 1 de marzo de 1998
| Equipo  | J | G | P | SG | SP | DS | PTS |
| ------- | - | - | - | -- | -- | -- | --- |
| Kenia   | 3 | 3 | 0 | 9  | 1  | +8 | 6   |
| Egipto  | 3 | 2 | 1 | 7  | 7  | 0  | 5   |
| Argelia | 3 | 1 | 2 | 5  | 8  | -3 | 4   |
| Nigeria | 3 | 0 | 3 | 4  | 9  | -5 | 3   |

## Asia

### Grupo A
La sede fue Chegdu, China del 27 al 29 de junio de 1998
| Equipo    | J | G | P | SG | SP | DS | PTS |
| --------- | - | - | - | -- | -- | -- | --- |
| China     | 3 | 3 | 0 | 9  | 0  | +9 | 6   |
| Tailandia | 3 | 2 | 1 | 6  | 3  | +3 | 5   |
| Indonesia | 3 | 1 | 2 | 3  | 8  | -5 | 4   |
| Australia | 3 | 0 | 3 | 2  | 9  | -7 | 3   |

### Grupo B
La sede fue Suwon, Corea del Sur del 4 al 6 de julio de 1998
| Equipo        | J | G | P | SG | SP | DS | PTS |
| ------------- | - | - | - | -- | -- | -- | --- |
| Corea del Sur | 3 | 3 | 0 | 9  | 0  | +9 | 6   |
| China Taipéi  | 3 | 2 | 1 | 6  | 3  | +3 | 5   |
| Kazajistán    | 3 | 1 | 2 | 3  | 8  | -5 | 4   |
| Filipinas     | 3 | 0 | 3 | 2  | 9  | -7 | 3   |

### Play-off
| Equipo       | J | G | P | SG | SP | DS | PTS |
| ------------ | - | - | - | -- | -- | -- | --- |
| Tailandia    | 2 | 2 | 0 | 6  | 0  | +6 | 4   |
| China Taipéi | 2 | 0 | 2 | 0  | 6  | -6 | 2   |

Resultados:
| Fecha    | Partido      | Partido | Partido      | Resultado |
| -------- | ------------ | ------- | ------------ | --------- |
| 12.09.98 | China Taipéi | -       | Tailandia    | 0-3       |
| 18.09.98 | Tailandia    | -       | China Taipéi | 3-0       |

## Europa

### Grupo A
La sede fue Moscú, Rusia del 12 al 14 de septiembre de 1998
| Equipo          | J | G | P | SG | SP | DS | PTS |
| --------------- | - | - | - | -- | -- | -- | --- |
| Rusia           | 3 | 3 | 0 | 9  | 0  | +9 | 6   |
| República Checa | 3 | 2 | 1 | 6  | 4  | +2 | 5   |
| Azerbaiyán      | 3 | 1 | 2 | 4  | 8  | -4 | 4   |
| Francia         | 3 | 0 | 3 | 2  | 9  | -7 | 3   |

Resultados:
| Fecha    | Partido         | Partido | Partido         | Resultado |
| -------- | --------------- | ------- | --------------- | --------- |
| 12.09.98 | República Checa | -       | Azerbaiyán      | 3-1       |
| 18.09.98 | Rusia           | -       | Francia         | 3-0       |
| 13.09.98 | Azerbaiyán      | -       | Francia         | 3-2       |
| 13.09.98 | Rusia           | -       | República Checa | 3-0       |
| 14.09.98 | República Checa | -       | Francia         | 3-0       |
| 14.09.98 | Rusia           | -       | Azerbaiyán      | 3-0       |

### Grupo B
La sede fue Ámsterdam, Países Bajos del 19 al 21 de septiembre de 1998
| Equipo       | J | G | P | SG | SP | DS | PTS |
| ------------ | - | - | - | -- | -- | -- | --- |
| Países Bajos | 3 | 3 | 0 | 9  | 2  | +7 | 6   |
| Letonia      | 3 | 2 | 1 | 7  | 5  | +2 | 5   |
| Polonia      | 3 | 1 | 2 | 6  | 6  | 0  | 4   |
| España       | 3 | 0 | 3 | 0  | 9  | -9 | 3   |

Resultados:
| Fecha    | Partido      | Partido | Partido | Resultado |
| -------- | ------------ | ------- | ------- | --------- |
| 19.09.98 | Países Bajos | -       | España  | 3-0       |
| 19.09.98 | Letonia      | -       | Polonia | 3-2       |
| 20.09.98 | Países Bajos | -       | Letonia | 3-1       |
| 20.09.98 | Polonia      | -       | España  | 3-0       |
| 21.09.98 | Letonia      | -       | España  | 3-0       |
| 21.09.98 | Países Bajos | -       | Polonia | 3-1       |

### Grupo C
La sede fue Vicenza, Italia del 9 al 11 de enero de 1998
| Equipo   | J | G | P | SG | SP | DS | PTS |
| -------- | - | - | - | -- | -- | -- | --- |
| Croacia  | 3 | 3 | 0 | 9  | 0  | +9 | 6   |
| Italia   | 3 | 2 | 1 | 6  | 4  | +2 | 5   |
| Turquía  | 3 | 1 | 2 | 4  | 6  | -2 | 4   |
| Portugal | 3 | 0 | 3 | 0  | 9  | -9 | 3   |

Resultados:
| Fecha    | Partido | Partido | Partido  | Resultado |
| -------- | ------- | ------- | -------- | --------- |
| 09.01.98 | Croacia | -       | Turquía  | 3-0       |
| 09.01.98 | Italia  | -       | Portugal | 3-0       |
| 10.01.98 | Croacia | -       | Portugal | 3-0       |
| 10.01.98 | Italia  | -       | Turquía  | 3-1       |
| 11.01.98 | Turquía | -       | Portugal | 3-0       |
| 11.01.98 | Croacia | -       | Italia   | 3-0       |

### Grupo D
La sede fue Bremen, Alemania del 2 al 4 de enero de 1998.
| Equipo      | J | G | P | SG | SP | DS | PTS |
| ----------- | - | - | - | -- | -- | -- | --- |
| Alemania    | 3 | 3 | 0 | 9  | 2  | +7 | 6   |
| Grecia      | 3 | 2 | 1 | 7  | 3  | +4 | 5   |
| Bielorrusia | 3 | 1 | 2 | 4  | 7  | -3 | 4   |
| Eslovaquia  | 3 | 0 | 3 | 1  | 9  | -8 | 3   |

Resultados:
| Fecha    | Partido     | Partido | Partido     | Resultado |
| -------- | ----------- | ------- | ----------- | --------- |
| 02.01.98 | Bielorrusia | -       | Eslovaquia  | 3-1       |
| 02.01.98 | Alemania    | -       | Grecia      | 3-1       |
| 03.01.98 | Alemania    | -       | Eslovaquia  | 3-0       |
| 03.01.98 | Grecia      | -       | Bielorrusia | 3-0       |
| 04.01.98 | Grecia      | -       | Eslovaquia  | 3-0       |
| 04.01.98 | Alemania    | -       | Bielorrusia | 3-1       |

### Grupo E
La sede fue Sofía, Bulgaria del 12 al 14 de septiembre de 1998.
| Equipo   | J | G | P | SG | SP | DS | PTS |
| -------- | - | - | - | -- | -- | -- | --- |
| Bulgaria | 3 | 3 | 0 | 9  | 0  | +9 | 6   |
| Ucrania  | 3 | 2 | 1 | 6  | 4  | +2 | 5   |
| Hungría  | 3 | 1 | 2 | 4  | 6  | -2 | 4   |
| Bélgica  | 3 | 0 | 3 | 0  | 9  | -9 | 3   |

### Play-off
| Equipo          | J | G | P | SG | SP | DS | PTS |
| --------------- | - | - | - | -- | -- | -- | --- |
| Italia          | 2 | 2 | 0 | 6  | 1  | +6 | 4   |
| República Checa | 2 | 0 | 2 | 1  | 6  | -6 | 2   |

Resultados:
| Fecha    | Partido         | Partido | Partido         | Resultado |
| -------- | --------------- | ------- | --------------- | --------- |
| 25.01.98 | Italia          | -       | República Checa | 3-0       |
| 01.02.98 | República Checa | -       | Italia          | 1-3       |

## NORCECA

### Grupo A
La sede fue Santo Domingo, República Dominicana del 7 al 9 de noviembre de 1997
| Equipo               | J | G | P | SG | SP | DS | PTS |
| -------------------- | - | - | - | -- | -- | -- | --- |
| Cuba                 | 2 | 2 | 0 | 6  | 1  | +5 | 4   |
| República Dominicana | 2 | 1 | 1 | 4  | 4  | 0  | 3   |
| Canadá               | 2 | 0 | 2 | 1  | 6  | -5 | 2   |

Resultados:
| Fecha    | Partido              | Partido | Partido              | Resultado |
| -------- | -------------------- | ------- | -------------------- | --------- |
| 07.11.97 | Cuba                 | -       | República Dominicana | 3-1       |
| 08.11.97 | Cuba                 | -       | Canadá               | 3-0       |
| 09.11.97 | República Dominicana | -       | Canadá               | 3-1       |

### Grupos B
La sede fue San Antonio, Estados Unidos del 29 de enero al 1 de febrero de 1998
| Equipo         | J | G | P | SG | SP | DS  | PTS |
| -------------- | - | - | - | -- | -- | --- | --- |
| Estados Unidos | 4 | 4 | 0 | 12 | 0  | +12 | 8   |
| Puerto Rico    | 4 | 2 | 2 | 6  | 6  | 0   | 6   |
| México         | 3 | 1 | 2 | 3  | 6  | -3  | 4   |
| Barbados       | 3 | 0 | 3 | 0  | 9  | -9  | 3   |

Resultados:
| Fecha            | Partido        | Partido | Partido     | Resultado |
| ---------------- | -------------- | ------- | ----------- | --------- |
| 29.01.98         | Estados Unidos | -       | México      | 3-0       |
| 29.01.98         | Puerto Rico    | -       | Barbados    | 3-0       |
| 30.01.98         | México         | -       | Barbados    | 3-0       |
| 30.01.98         | Estados Unidos | -       | Puerto Rico | 3-0       |
| 31.01.98         | Puerto Rico    | -       | México      | 3-0       |
| 31.01.98         | Estados Unidos | -       | Barbados    | 3-0       |
| 01.02.98 - Final | Estados Unidos | -       | Puerto Rico | 3-0       |

### Play-off
| Equipo               | J | G | P | SG | SP | DS | PTS |
| -------------------- | - | - | - | -- | -- | -- | --- |
| República Dominicana | 2 | 2 | 0 | 6  | 1  | +6 | 4   |
| Puerto Rico          | 2 | 0 | 2 | 1  | 6  | -6 | 2   |

Resultados:
| Fecha    | Partido              | Partido | Partido              | Resultado |
| -------- | -------------------- | ------- | -------------------- | --------- |
| 12.03.98 | República Dominicana | -       | Puerto Rico          | 3-0       |
| 14.03.98 | Puerto Rico          | -       | República Dominicana | 1-3       |

## Sudamérica

### Grupo A
Las sedes fueron Buenos Aires, Argentina y Arequipa, Perú. La primera del 23 al 25 de octubre y la última del 31 de octubre al 2 de noviembre de 1997.
| Equipo    | J | G | P | SG | SP | DS  | PTS |
| --------- | - | - | - | -- | -- | --- | --- |
| Brasil    | 6 | 6 | 0 | 18 | 0  | +18 | 12  |
| Perú      | 6 | 4 | 2 | 12 | 8  | +4  | 10  |
| Argentina | 6 | 2 | 4 | 8  | 12 | -4  | 8   |
| Venezuela | 6 | 0 | 6 | 0  | 18 | -18 | 6   |

| Fecha    | Partido   | Partido | Partido   | Resultado |
| -------- | --------- | ------- | --------- | --------- |
| 23.10.97 | Brasil    | -       | Perú      | 3-0       |
| 23.10.97 | Argentina | -       | Venezuela | 3-0       |
| 24.10.97 | Brasil    | -       | Venezuela | 3-0       |
| 24.10.97 | Perú      | -       | Argentina | 3-0       |
| 25.10.97 | Perú      | -       | Venezuela | 3-0       |
| 25.10.97 | Brasil    | -       | Argentina | 3-0       |
| 31.10.97 | Brasil    | -       | Argentina | 3-0       |
| 31.11.97 | Perú      | -       | Venezuela | 3-0       |
| 01.11.97 | Brasil    | -       | Perú      | 3-0       |
| 01.11.97 | Argentina | -       | Venezuela | 3-0       |
| 02.11.97 | Brasil    | -       | Venezuela | 3-0       |
| 02.11.97 | Perú      | -       | Argentina | 3-2       |

- Datos: Q501724